# USB4
USB4（ユーエスビー フォー）は、USB Implementers Forumによって2019年8月29日にバージョン1.0がリリースされた、USB4仕様のUSB規格である。
これまでのUSBプロトコル規格とは異なり、USB4ではUSB Type-Cコネクタが必須となり、電源供給にはUSB PDのサポートが必須となっている。また、USB 3.2とは異なり、DisplayPortやPCI Expressのトンネリングが可能となった。1本の高速リンクを複数のエンドデバイスで動的に共有することで、データの種類や用途に応じた最適な転送を行う方法を定義したアーキテクチャである。USB4製品は、20 Gbpsのスループットをサポートする必要があり、最高40 Gbpsのスループットをサポートすることができる。トンネリングにより、公称20 Gbpsであっても、混合データを送信する場合には、USB 3.2と比較して、USB4の方が実効データレートが高くなることがある。
USB4仕様は、 Thunderbolt 3プロトコル仕様に基づく 。Thunderbolt 3製品との相互運用性のサポートは、USB4ホストおよび周辺機器ではオプション扱いであるが、USB4ハブではダウン側ポート、ドックではアップ側・ダウン側双方のポートで必須である。

## 名前
2019年8月29日にリリースされたUSB4仕様バージョン1.0は、「ユニバーサルシリアルバス4」と「USB4」を使用している。リリース前のいくつかのニュースレポートでは、「USB 4.0」および「USB 4」という用語が使用されている 。rev. 1.0の発行後も、一部の情報源は「読者の検索方法を反映するために」と主張して「USB 4」と記載している。

## 仕様

### USB4仕様

#### 歴史
USB4は、2019年3月に正式に発表された。

#### 貢献
バージョン1.0の公開時点で、USB4仕様の技術的な作業グループに参加した従業員を有するプロモーター会社はApple、ヒューレット・パッカード、インテル、マイクロソフト、ルネサスエレクトロニクス、 STマイクロエレクトロニクス、およびテキサス・インスツルメンツである。

#### 設計目標
USB4仕様に記載されている目標は、帯域幅を増やし、USB Type-Cコネクタエコシステムを統合し、「エンドユーザーの混乱を最小限に抑える」ことである。これを実現するための重要な領域として、既存のUSBおよびThunderbolt製品との互換性を維持しながら、単一のUSB Type-Cコネクタタイプを使用することである。

#### データ転送モード
USB4自体は、USB 3.xのような一般的なデータ転送メカニズムやデバイスクラスを提供しないが、主にUSB 3.2、DisplayPort、オプションでPCIeなどの他のプロトコルをトンネリングする方法として機能する。ネイティブのホスト間プロトコルを提供するが、名前が示すように、接続された2つのホスト間でのみ使用可能であり、ホストIPネットワークを実装するために使用される。したがって、ホストとデバイスがオプションのPCIeトンネリングをサポートしていない場合、非ディスプレイ帯域幅の最大値はUSB 3.2 20 Gbpsに制限され、USB 3.2 10 Gbpsは必須となる。
USB4仕様上のトンネリング
- USB 3.2 (Enhanced SuperSpeed) トンネリング
- DisplayPort1.4aベースのトンネリング
- PCI Express（PCIe）ベースのトンネリング

USB4では、DisplayPort 2.0 Alternate Modeのサポートも必要である。つまり、DisplayPortはトンネリングでも、Alternate Modeでも伝送することができる。
DisplayPort 2.0 Alternate Modeでは、HDR10カラーの60 Hzの8K解像度に対応できる。DisplayPort 2.0 Alternate Modeは、すべてのデータを一方向（モニターへ）に送信するため、8つのデータレーンすべてを一度に使用することができ、USBデータの2倍である最大80 Gbpsを使用することができる。
レガシーUSB（1 – 2）は、USB Type-Cコネクタの専用の線を使って常にサポートされる。

##### データ転送モードのサポート
一部の転送モードは、すべてのUSB4デバイスでサポートされるが、その他の転送モードはオプションである。サポートされるモードの要件は、デバイスのタイプによって異なる。
| モード                        | ホスト     | ハブ       | 周辺機器   |
| ----------------------------- | ---------- | ---------- | ---------- |
| USB (1 – 2) (max. 480 Mbps)   | 必須       | 必須       | 必須       |
| USB4 20 Gbps転送              | 必須       | 必須       | オプション |
| USB4 40 Gbps転送              | オプション | 必須       | オプション |
| USB 3.2トンネリング (10 Gbps) | 必須       | 必須       | 必須       |
| USB 3.2トンネリング (20 Gbps) | オプション | オプション | オプション |
| DisplayPortトンネリング       | 必須       | 必須       | オプション |
| PCI Expressトンネリング       | オプション | 必須       | オプション |
| ホスト間転送                  | 必須       | 必須       | -          |
| DisplayPort Alternate Mode    | 必須       | 必須       | オプション |
| Thunderbolt Alternate Mode    | オプション | 必須       | オプション |
| USB Type-C Alternate Mode     | オプション | オプション | オプション |

##### USB 3.x – USB4 データ転送モード
| モード名       | 旧名                  | エンコーディング | デュアルレーン | レーン速度 （ギガビット/秒） | 公称速度 | 公称速度 | マーケティング名 |
| モード名       | 旧名                  | エンコーディング | デュアルレーン | レーン速度 （ギガビット/秒） | （Gbps） | （GB/s） | マーケティング名 |
| -------------- | --------------------- | ---------------- | -------------- | ---------------------------- | -------- | -------- | ---------------- |
| USB 3.2 Gen1x1 | USB 3.0 USB 3.1 Gen 1 | 8b / 10b         | いいえ         | 5                            | 5        | 0.5      | USB 5Gbps        |
| USB 3.2 Gen1×2 |                       | 8b / 10b         | はい           | 5                            | 10       |          |                  |
| USB 3.2 Gen2×1 | USB 3.1 Gen 2         | 128b / 132b      | いいえ         | 10                           | 10       | 1.2      | USB 10Gbps       |
| USB 3.2 Gen2×2 |                       | 128b / 132b      | はい           | 10                           | 20       | 2.4      | USB 20Gbps       |
| USB4 Gen2×1    |                       | 64b / 66b        | いいえ         | 10                           | 10       |          |                  |
| USB4 Gen2×2    |                       | 64b / 66b        | はい           | 10                           | 20       | 2.4      | USB 20Gbps       |
| USB4 Gen3×1    |                       | 128b / 132b      | いいえ         | 20                           | 20       |          |                  |
| USB4 Gen3×2    |                       | 128b / 132b      | はい           | 20                           | 40       | 4.8      | USB 40Gbps       |

USB4 Gen2はUSB 3.2 Gen2とは異なる。それらは同じ速度10 Gbpsであるが、電気層ではコーディングが異なる。
USB4はデュアルレーンモードをサポートするために必要であるが、デュアルレーンリンクの初期化中にシングルレーン操作を使用する。シングルレーンリンクは、レーンボンディングエラーの場合のフォールバックモードとしても使用できる。
また、Thunderbolt互換モードでは、Thunderboltの仕様で定められている10.3125 Gbps（Gen 2）、20.625 Gbps（Gen 3）が1レーンあたりの速度となる。

#### 電力供給
USB4には、USB Power Delivery（USB PD）が必須である。USB4の接続は、確立する前にUSB PDをネゴシエーションする必要がある。USB4のソースは、最低でもポートあたり7.5 W（5 V, 1.5 A）を供給する必要がある。USB4のシンクは、USB PDのネゴシエーションを行う前に、250 mA（デフォルト）、1.5 A、または3 A@5 V以下の電力を要求する必要がある（USB Type-Cコネクタ上のレジスタの構成による）。USB PDでは、最大240 Wの電力供給が可能である。

#### Thunderbolt 3の互換性
USB4仕様では、設計目標は「USBおよびThunderbolt製品の既存のエコシステムとの互換性を維持すること」となっている。ただし、Thunderbolt 3との互換性は、USB4ホストおよびUSB4周辺機器でのみオプションである。

### Alternate Modeパートナーの仕様

#### DisplayPort Alternate Mode2.0
2020年4月29日に、DisplayPort Alternate Mode 2.0がリリースされ、USB4を介したDisplayPort 2.0がサポートされた。

## ソフトウェアサポート
2020年3月29日にリリースされたLinuxカーネル5.6は、USB4をサポートしている。
2020年11月12日にリリースされたmacOS Big Surは、USB4をサポートしている。

## ハードウェアサポート
CES 2020期間中、USB-IFとIntelは、すべてのUSB4オプション機能をサポートするThunderbolt 4製品をリリースする意向を表明した。USB4と互換性のある初製品は、IntelのTiger Lakeプロセッサであり、2020年末までにはさらに多くのデバイスが登場した。
USBプロモーターグループのCEOであるBrad Saundersは、USB4を搭載したほとんどのPCがThunderbolt 3をサポートすると予想していたが、スマートフォンの場合、メーカーはThunderbolt 3のサポートを実装する可能性が低くなる。
2020年3月3日、サイプレス・セミコンダクターは、USB4、デュアルポートとしてCCG6DF、シングルポートとしてCCG6SFをサポートする新しいType-C電源（PD）コントローラーを発表した。
2020年11月10日のイベントで、Appleは、新しい標準規格を活用するため、MacBook Air 、 MacBook Pro 、およびMac mini製品ラインの新しいコンピュータを発表した。これらは、デュアルUSB4とシングルコントローラーを搭載した世界初のコンピューターである。 Mac mini (M1、2020)、 MacBook Air (M1、2020)、およびMacBook Pro (13インチ、M1、2020)のモデルも、Apple独自CPU製品、 Apple M1が最初に搭載されたモデルであると強調された。